# Néo Kostarázi
Néo Kostarázi (Neo Kostarazi) är en ort i Grekland.   Den ligger i prefekturen Nomós Kastoriás och regionen Västra Makedonien, i den norra delen av landet, 300 km nordväst om huvudstaden Aten. Néo Kostarázi ligger 670 meter över havet och antalet invånare är 751.
Terrängen runt Néo Kostarázi är huvudsakligen kuperad, men åt nordväst är den platt. Runt Néo Kostarázi är det glesbefolkat, med 19 invånare per kvadratkilometer. Närmaste större samhälle är Árgos Orestikó, 6,5 km väster om Néo Kostarázi. Trakten runt Néo Kostarázi består till största delen av jordbruksmark.